# Saison 2 d'Outlander
Chronologie
Saison 1 Saison 3
Cet article présente les épisodes de la deuxième saison de la série télévisée américaine Outlander.

## Synopsis
La suite des aventures de Claire et Jamie Fraser dorénavant installés à Paris dans le but d'infiltrer la Cour française pour tenter d'empêcher la Rébellion jacobite qui causera la perte des Highlanders…

## Distribution

### Acteurs principaux
- Caitriona Balfe (VF : Claire Tefnin) : Claire Randall (née Beauchamp) / Fraser
- Sam Heughan (VF : Nicolas Matthys) : James « Jamie » Fraser
- Tobias Menzies (VF : Simon Duprez) : Frank / Jonathan « Jack » Randall
- Gary Lewis (VF : Robert Guilmard) : Colum MacKenzie
- Duncan Lacroix : Murtagh Fraser
- Simon Callow : Le Duc de Sandringham
- Stanley Weber (VF : Lui-même) : Comte de Saint-Germain[1]
- Dominique Pinon (VF : Lui-même) : Maître Raymond[2]
- Andrew Gower (en) : Prince Charles Édouard Stuart[3]
- Rosie Day (en) : Mary Hawkins[4]
- Frances de la Tour : Mère Hildegarde[5]

### Acteurs récurrents
- James Fleet (VF : Patrick Waleffe) : Révérend Reginald Wakefield (épisode 1)
- Laura Donnelly : Janet « Jenny » Fraser (épisode 8)
- Graham McTavish (VF : Jean-Michel Vovk) : Dougal MacKenzie (épisodes 9 à 13)
- Robert Cavanah : Jared Fraser[6]
- Romann Berrux : Fergus Fraser[3]
- Audrey Brisson : Sœur Angelique[7]
- Margaux Châtelier : Annalise de Marillac[8]
- Marc Duret : Joseph Duverney[8]
- Laurence Dobiesz : Alex Randall[9]
- Claire Sermonne : Louise de Rohan[10]
- Lionel Lingelser : Le Roi Louis XV de France[11]
- Oscar Kennedy : Lord John William Grey[12]
- Richard Rankin : Roger Wakefield[13]
- Rory Burns : jeune Roger
- Sophie Skelton : Brianna « Bree » Randall Mackenzie Fraser[14]
- Clive Russell : Lord Lovat

## Liste des épisodes

### Épisode 1:À travers le miroir
- États-Unis : 9 avril 2016 sur Starz[15]
- France : 10 avril 2016 sur Netflix

- États-Unis : 1,457 million de téléspectateurs[16] (première diffusion)

Claire revient en 1948 au Craig na Dun, malgré elle et effondrée en apprenant que la bataille de Culloden a été gagnée par les Anglais. Frank la retrouve, plein d'espoir, mais il retrouve sa femme désespérée et avec une nouvelle passion pour l'histoire de l’Écosse. Après quelques jours de repos, Claire consent à lui raconter toute son histoire depuis qu'elle a traversé le temps au craig. Après une nuit à écouter son histoire, Frank est prêt à pardonner et reprendre sa vie avec elle jusqu'à ce qu'elle lui dise qu'elle est enceinte de Jamie. Frank est furieux, mais le prêtre qui les héberge le raisonne et lui suggère, devant la situation, de garder le secret et d'élever l’enfant comme le sien. Claire accepte donc de suivre Frank dans une nouvelle vie, à Boston.

### Épisode 2:L'Introduction à Versailles
- États-Unis : 16 avril 2016
- France : 17 avril 2016 sur Netflix

- États-Unis : 1,237 million de téléspectateurs[17] (première diffusion)

### Épisode 3:La Partition de musique
- États-Unis : 23 avril 2016
- France : 24 avril 2016 sur Netflix

- États-Unis : 1,212 million de téléspectateurs[18] (première diffusion)

### Épisode 4:La Dame Blanche
- États-Unis : 30 avril 2016
- France : 1er mai 2016 sur Netflix

- États-Unis : 1,165 million de téléspectateurs[19] (première diffusion)

### Épisode 5:Une résurrection inopportune
- États-Unis : 7 mai 2016
- France : 8 mai 2016 sur Netflix

- États-Unis : 1,129 million de téléspectateurs[20] (première diffusion)

### Épisode 6:Double jeu
- États-Unis : 14 mai 2016
- France : 15 mai 2016 sur Netflix

- États-Unis : 1,027 million de téléspectateurs[21] (première diffusion)

### Épisode 7:Faith
- États-Unis : 21 mai 2016
- France : 22 mai 2016 sur Netflix

- États-Unis : 1,099 million de téléspectateurs[22] (première diffusion)

### Épisode 8:Le Repaire du vieux renard
- États-Unis : 28 mai 2016
- France : 29 mai 2016 sur Netflix

### Épisode 9:Je Suis Prest
- États-Unis : 4 juin 2016
- France : 5 juin 2016 sur Netflix

### Épisode 10:La Bataille de Prestonpans
- États-Unis : 11 juin 2016
- France : 12 juin 2016 sur Netflix

### Épisode 11:Règlements de compte
- États-Unis : 18 juin 2016
- France : 19 juin 2016 sur Netflix

### Épisode 12:Le Salut de Mary
- États-Unis : 25 juin 2016
- France : 26 juin 2016 sur Netflix

### Épisode 13:Le Talisman
- États-Unis : 9 juillet 2016
- France : 10 juillet 2016 sur Netflix

En 1968, Claire et sa fille Brianna reviennent à Inverness pour les funérailles du pasteur Wakefield. Ils y retrouvent Roger, désormais adulte et héritier du pasteur. Claire renoue malgré elle avec les lieux, à travers les ruines de Lallybroch et les mémoriaux de la bataille de Culloden. Brianna sait qu'Inverness a marqué un tournant dans le couple de Claire et Frank, décédé et qu'elle considère comme son père. En fouillant dans les documents du pasteur, Brianna et Roger finissent par découvrir la disparition de Claire pendant trois ans et qu'à son retour, elle était enceinte de Brianna. Celle-ci est donc convaincue que sa mère a disparu avec un amant et force donc Claire à lui révéler la vérité sur son père biologique.

Au matin de la bataille de Culloden, alors que tout annonce la débâcle, Claire a une idée folle pour empêcher le massacre : tuer Charles Stuart avant de lancer la bataille. Jamie accepte de l'aider mais Dougal surprend les deux comploteurs et sort son arme. En se défendant, Jamie et Claire retournent la dague de Dougal contre lui et le tuent. Rupert les surprend et accorde deux heures à Jamie avant de le dénoncer. Jamie prend alors ses dernières mesures avant de rejoindre le champ de bataille : il fait signer un titre de propriété antidaté cédant Lallybroch au fils de Jenny, qu'il fait transmettre par Fergus, puis décide de ramener Claire au Craigh na Dun, car il sait qu'elle est enceinte. Murtagh décide de l’attendre. Au craig, Claire et Jamie font une dernière fois l’amour avant de devoir se dire adieu, et Claire traverse la pierre alors que les premiers coups de canons sont données à Culloden.